# 119 Puppis
119 Puppis (p Puppis) é uma estrela na direção da Puppis. Possui uma ascensão reta de 07h 35m 22.94s e uma declinação de −28° 22′ 09.4″. Sua magnitude aparente é igual a 4.65. Considerando sua distância de 225 anos-luz em relação à Terra, sua magnitude absoluta é igual a 0.46. Pertence à classe espectral B8V.